# Rivière à la Chute
Rivière à la Chute är ett vattendrag i Kanada.   Det ligger i provinsen Québec, i den östra delen av landet, 1 000 km öster om huvudstaden Ottawa.
I omgivningarna runt Rivière à la Chute växer i huvudsak barrskog.